# Dr. Vagón
Dr. Vagón es un hospital rodante mexicano propiedad de Fundación Grupo México, en colaboración con Grupo México Transportes (GMxT - Ferromex).
El tren ofrece atención médica completa y gratuita para comunidades de difícil acceso en México. El Dr. Vagón ha tenido un gran impacto en comunidades donde la atención médica no estaba disponible o era insuficiente.
El tren puede atender a más de 500 personas al día brindando servicios como chequeos generales y exámenes especializados en oftalmología, dermatología, pediatría, geriatría y ginecología. También ofrece otros servicios médicos como estudios de laboratorio, estudios de rayos X, entre otros. El Dr. Vagón también proporciona anteojos, audífonos y medicamentos gratuitos.

## Historia
En 2014 inició operaciones, siendo un programa sin precedente en todo el continente americano, creado por Fundación Grupo México con el apoyo de Grupo México Transportes.
Gracias a la adquisición de un quirófano a finales de 2019, el Dr. Vagón puede realizar cirugías ambulatorias. Además de ofrecer servicios de salud, ofrece cursos y talleres para los asistentes. En sus instalaciones también se proyectan películas para toda la familia.
El 6 de abril de 2020, se entregó a autoridades mexicanas el hospital para enfrentar la pandemia y atender las necesidades de la población de la región del Istmo de Tehuantepec.

## Características
Dr. Vagón tiene 435 metros de eslora y cuenta con 17 vagones totalmente equipados, con 5 consultorios médicos, dormitorios, comedor, farmacia y quirófano, entre otros, además de que cuenta con una plantilla permanente de 64 empleados compuesta por personal médico y administrativo.